# 23-й артиллерийский полк
23-й артиллерийский Ордена Суворова полк (эст. 23. Suurtükiväepolk) (в/ч 62018) — артиллерийский полк в составе 7-й стрелковой дивизии, воевавший в Великой Отечественной войне. Создан на основе 23-го артиллерийского полка, расформированного после расформирования 7-й стрелковой дивизии предыдущего формирования. В составе полка несли службу преимущественно уроженцы Эстонии.

## Командный состав

### Командиры
- капитан Пайс, Александр Александрович (до 20 ноября 1942)[1]
- подполковник Ару, Карл Иванович (с 20 ноября 1942)
- подполковник Поолус, Арнольд Юрьевич
- подполковник Каарел Уибо (1944)
- подполковник Лемминг, Эдуард-Аугуст Янович (1944), ранее начальник штаба; кавалер Ордена Отечественной войны I степени[2]

### Комиссары
- подполковник Тетсов, Александр Иванович, заместитель по политчасти

### Начальники штаба
- полковник Г. Р. Лессель[эст.]
- майор Яэк, Вальтер Юханович
- майор Юлиус Котт
- капитан Э. Р. Габрель

### Командиры дивизионов
- капитан, затем подполковник Ханнула, Вальдур Янович[эст.][1] (1-й артиллерийский дивизион); как подполковник — командир 55-го гвардейского миномётного полка
- капитан, затем гвардии полковник Поолус, Арнольд Юрьевич[эст.] (2-й артиллерийский дивизион); как подполковник — командир 779-го артиллерийского Ордена Кутузова 3 степени полка[3]
- капитан Ленк, Александр Александрович (3-й артиллерийский дивизион)
- майор Эдуард Мюрк (3-й артиллерийский дивизион)[1]

## Структура
- 1-й дивизион
- 2-й дивизион
- 3-й дивизион